# Обамбу, Франк
Франк Перре́н Обамбу́ (фр. Frank Perrin Obambou; 26 июня 1995, Либревиль, Габон) — габонский футболист, защитник ливийского клуба «Аль-Иттихад» и сборной Габона.

## Карьера

### Клубная
Франк начал профессиональную карьеру в клубе «Рандбург» из ЮАР. В 2013 году он перешёл в венесуэльский «Туканес де Амасонас». 25 сентября 2013 Обамбу провёл дебютную игру в чемпионате Венесуэлы, выйдя на замену в конце встречи с «Депортиво Петаре». Всего в сезоне 2013/14 защитник провёл 22 игры.
Летом 2014 года Обамбу возвратился в Габон, присоединившись к клубу «Аканда», а спустя два года перешёл в «Стад Манджи».
25 июля 2017 года защитник подписал контракт с алжирским «ЕС Сетиф». Первую игру в новом клубе Франк провёл 26 августа 2017 года.
25 августа 2018 года подписал контракт с клуб «Аль-Иттихад» из Триполи.

### В сборной
В сборной Габона защитник дебютировал в 2015 году в товарищеской встрече со сборной Замбии. В 2016 году на чемпионате африканских наций Обамбу отметился первым забитым мячом за сборную, сравняв счёт в игре против сборной Кот-д’Ивуара.
В конце декабря 2016 года Франк вошёл в окончательный состав сборной Габона на Кубок африканских наций 2017. На домашнем африканском первенстве Обамбу не принял участия ни в одном из 3 матчей своей команды.